# Referendum abrogativi in Italia del 1993
I referendum abrogativi in Italia del 1993 si tennero il 18 e 19 aprile ed ebbero ad oggetto otto distinti quesiti.
Alcune delle richieste referendarie furono proposte da appositi comitati, altre dalle regioni.

## Contesto storico

Il simbolo del Partito Radicale.

I quesiti referendari furono principalmente proposti e promossi dal comitato di Mario Segni, dal Partito Radicale, dal Comitato per la Riforma Democratica (CORID) e dagli Amici Della Terra, Comitato Socialista "Loris Fortuna".
A seguito dell'istituzione del Servizio Sanitario Nazionale (con la celebre legge 833 del 23 dicembre 1978) tutte le competenze che riguardavano la salute erano state concentrate nel SSN, incluse le competenze in materia di protezione ambientale, in base al principio che la prevenzione delle esposizioni ad agenti inquinanti presenti nell'ambiente è obiettivo primario della sanità pubblica. Questo condivisibile principio venne però anche strumentalizzato per far sì che tutti gli aspetti della prevenzione dovessero essere perseguiti sotto la supervisione della professione medica; le strutture preposte erano inoltre palesemente insufficienti e inadeguate. Vi furono alcuni tentativi di riforma della materia, i quali però non giunsero mai a compimento poiché alla creazione di una struttura tecnico-scientifica indipendente si opponevano per ragioni diverse praticamente tutti i portatori di interessi: Confindustria, i ministeri, le regioni, persino le maggiori associazioni ambientaliste. Gli Amici Della Terra pensarono di provare a sbloccare l'impasse mediante una forzatura referendaria; il referendum fu proposto nel pacchetto Segni-Giannini, ma le firme furono raccolte principalmente con l'opera del Partito Radicale.
Con il referendum abrogativo di parte della «legge Jervolino-Vassalli» si chiedeva: l'abolizione delle norme (art. 76) che prevedevano sanzioni penali per l'uso personale delle sostanze illecite; l'abrogazione della cosiddetta «dose media giornaliera», vale a dire del criterio meccanico (art. 75 e 78) che sanciva lo spartiacque fra l'uso personale e lo spaccio, e quindi fra la sanzione amministrativa e quella penale; l'abolizione delle norme (art. 2) che consentivano al ministro della sanità la facoltà di stabilire limiti e modalità nell'uso di farmaci sostitutivi e quelle (art. 120 e 121) che imponevano al medico di famiglia di comunicare al servizio pubblico per le tossicodipendenze il nome dei loro pazienti consumatori di sostanze proibite. In merito a questo quesito fu scatenata una campagna referendaria basata su slogan, che condizionarono l'opinione pubblica. Fu più volte ripetuto che la legge mandava in galera i drogati, anche se si trattava di semplici consumatori (contro il semplice consumatore erano viceversa previste sanzioni amministrative, e solo in ultima istanza la detenzione, che veniva però immediatamente revocata se il drogato accettava di entrare in una comunità terapeutica). Il problema, casomai, era da individuarsi nello scarso personale disponibile per seguire i tossicodipendenti, che venivano affidati a iniziative singole o a strutture private; tuttavia quando fu proposta l'assunzione di un certo numero di assistenti sociali, arrivarono obiezioni e risposte negative.
I partiti ed i comitati che si schieravano contro il finanziamento pubblico dei partiti sostenevano che esso tendeva ad aumentare il carattere oligarchico, burocratico, parastatale, consociativo dei soggetti politici; la proposta alternativa era quella di «finanziare il funzionamento democratico della vita civile» con strutture «congressuali», «assembleari», nelle circoscrizioni e nei comuni, per consentire e facilitare la massima partecipazione dei cittadini; inoltre, con l'unica clausola della obbligatoria pubblicità, s'intendevano prevedere finanziamenti di altra natura: di lobby, di fondazioni, di sindacati, di cooperative, di associazioni di massa, di produttori di ogni tipo, per rilanciare il ruolo dei partiti come soggetti politici finanziati con l'attività dei militanti e dei cittadini.
Per quel che concerne la legge elettorale, furono riproposti i quesiti elettorali del Senato e dei Comuni, rivisti dopo la bocciatura della Corte costituzionale nel 1991. La stagione referendaria degli anni novanta fu caratterizzata dalla presentazione di referendum per ottenere una riforma elettorale in senso anglosassone: maggioritaria, uninominale e a un turno. La riforma del sistema elettorale era stata individuata come la chiave per la riforma dell'intero sistema politico, perché il sistema elettorale «proporzionale» era considerato lo strumento tecnico su cui si erano retti il sistema "pentapartitico" e le formule dei governi di coalizione della Prima Repubblica. Alla vigilia del voto la maggior parte dei partiti si era schierata per il maggioritario, mentre a favore del proporzionale rimasero Bettino Craxi (dimessosi da segretario del PSI due mesi prima del voto), il Partito della Rifondazione Comunista, La Rete (sebbene inizialmente avesse partecipato alla raccolta di firme in favore del referendum) e il Movimento Sociale Italiano - Destra Nazionale. 
Furono poi aggiunti altri referendum al pacchetto: abrogativi delle norme riguardanti le nomine ai vertici delle banche pubbliche, e di soppressione dei ministeri delle Partecipazioni Statali, dell'Agricoltura, e del Turismo.

## Conseguenze legislative
Il successo di tutti gli otto quesiti e l'elevato afflusso alle urne degli italiani il 18 e il 19 aprile (circa il 77% degli aventi diritto) costituì una svolta di notevolissima importanza.
Il referendum sulle competenze delle USL fu quello che raccolse i maggiori consensi, e sottrasse al Servizio Sanitario Nazionale le competenze in materia di protezione ambientale. Il risultato referendario era in controtendenza rispetto al lungo e laborioso percorso legislativo che aveva portato all'istituzione del SSN (legge 833 del 23 dicembre 1978) ed al conferimento al Servizio di tutte le competenze che riguardavano la salute. Il parlamento tuttavia provvide in modo congruo rispetto a come si era manifestata la volontà popolare: con la legge 61 del 21 gennaio 1994, ottemperando contemporaneamente anche al principio di sussidiarietà promulgato dall'Unione Europea, dispose che i compiti di protezione ambientale fossero affidati ad apposite "agenzie regionali" (le attuali ARPA, le prime delle quali nacquero nel 1995 con specifiche leggi regionali in Piemonte, Toscana ed Emilia-Romagna). La legge 61, che ebbe un percorso difficoltoso e fu osteggiata in molti modi, fu approvata l'ultimo giorno della XI legislatura.
Il referendum sull'abolizione della legge «Jervolino-Vassalli» fu quello vinto dai «sì» col margine più ristretto tra tutti: circa il 55% dei voti. Si osservò inoltre che nelle città più minacciate dal fenomeno della tossicodipendenza prevalse il «no».
Contro la volontà del 90% dei partecipanti al referendum, nel 1996 venne approvata una legge sostanzialmente volta a reintrodurre il meccanismo del finanziamento pubblico dei partiti attraverso la possibilità per i contribuenti di devolvere il «quattro per mille» dell'IRPEF a questo scopo (peraltro, il cittadino disponibile non poteva finanziare il suo partito, ma era costretto a finanziarli tutti e comunque venne stabilito che fosse sufficiente il parere favorevole del 15% dei contribuenti affinché ai partiti fosse assegnato il tetto massimo stabilito dalla legge).
Con l'abrogazione della legge elettorale del Senato veniva doppiato il successo che si era avuto nel 1991 con il voto per la preferenza unica, rovesciando il principio proporzionalistico a favore di quello maggioritario. Pochi mesi dopo il voto il Parlamento approvò una nuova legge elettorale, la quale però fu aspramente criticata da Pannella che la considerava un tradimento del risultato referendario.

## Quesiti

### Competenze USL
Abrogazione delle norme sui controlli ambientali effettuati per legge dalle USL. Promosso dai Radicali.
Quesito: «Volete Voi l'abrogazione della legge 23 dicembre 1978, n. 833 (istituzione del servizio sanitario nazionale), "limitatamente a:
art. 2, comma secondo, limitatamente alle parole: " h) la identificazione e la eliminazione delle cause degli inquinamenti dell'atmosfera, delle acque e del suolo";
art. 14, comma terzo, limitatamente alle parole: " b) all'igiene dell'ambiente";
art. 18, comma secondo: "la stessa legge attribuisce la gestione dei presidi e dei servizi di cui al precedente comma alla unità sanitaria locale nel cui territorio sono ubicati e stabilisce norme particolari per definire: a) il collegamento funzionale e il coordinamento di tali presidi con quelli delle unità sanitarie locali interessate, attraverso idonee forme di consultazione dei rispettivi organi di gestione; b) gli indirizzi di gestione dei predetti presidi e servizi e le procedure per l'acquisizione degli elementi idonei ad accertarne l'efficienza operativa; c) la tenuta di uno specifico conto di gestione allegato al conto di gestione generale dell'unità sanitaria locale competente per territorio; d) la composizione dell'organo di gestione dell'unità sanitaria locale competente per territorio e la sua eventuale articolazione in riferimento alle specifiche esigenze della gestione";
art. 20, comma primo, lettera a), limitatamente alle parole: "di vita e", e lettera c), limitatamente alle parole "di vita e";
art. 21, comma secondo, limitatamente alle parole: "e la salvaguardia dell'ambiente", nonché alle parole: "di igiene ambientale e";
art. 22;
art. 66, comma primo, lettera a), limitatamente alle parole: "compresi i beni mobili e immobili e le attrezzature dei laboratori di igiene e profilassi"?».

### Stupefacenti e sostanze psicotrope
Abrogazione delle pene per la detenzione ad uso personale di droghe. Promosso dai Radicali.
Quesito: «Volete voi, che siano abrogati l'art. 2, comma 1, lettera e), punto 4 (i limiti e le modalità di impiego dei farmaci sostitutivi); l'art. 72, comma 1 (È vietato l'uso personale di sostanze stupefacenti o psicotrope di cui alle tabelle I, II, III e IV, previste dall'art. 14. È altresì vietato qualunque impiego di sostanze stupefacenti o psicotrope non autorizzato secondo le norme del presente testo unico); l'art. 72, comma 2, limitatamente alle parole: "di cui al comma 1"; l'art. 73, comma 1, limitatamente alle parole: "e 76"; l'art. 75, comma 1, limitatamente alle parole: "in dose non superiore a quella media giornaliera, determinata in base ai criteri indicati al comma 1 dell'art. 78"; l'art. 75, comma 12, limitatamente alle parole: "rendendolo edotto delle conseguenze cui può andare incontro. Se l'interessato non si presenta innanzi al prefetto, o dichiara di rifiutare il programma ovvero nuovamente lo interrompe senza giustificato motivo, il prefetto ne riferisce al procuratore della Repubblica presso la pretura o al procuratore della Repubblica presso il Tribunale per i minorenni, trasmettendo gli atti ai fini dell'applicazione delle misure di cui all'art. 76. Allo stesso modo procede quando siano commessi per la terza volta i fatti di cui ai commi 1 e 2 del presente articolo."; l'art. 75, comma 13, limitatamente alle parole: "e nell'art. 76"; l'art. 76; l'art. 78, comma 1, limitatamente alle lettere b) (le metodiche per quantificare l'assunzione abituale nelle ventiquattro ore) e c) (i limiti quantitativi massimi di principio attivo per le dosi medie giornaliere); l'art. 80, comma 5 (Le sanzioni previste dall'art. 76 sono aumentate nella misura stabilita dal presente articolo quando ricorrono le circostanze ivi previste, eccettuata quella indicata dal comma 2); l'art. 120, comma 5 (In ogni caso, salvo quanto previsto al comma 6, e dopo aver informato l'interessato del proprio diritto all'anonimato secondo quanto previsto dai commi 3 e 6, essi debbono inoltrare al predetto servizio una scheda sanitaria contenente le generalità dell'interessato, la professione, il grado di istruzione, i dati anamnestici e diagnostici e i risultati degli accertamenti delle terapie praticate.); l'art. 121, comma 1 (L'esercente la professione medica che visita o assiste persona che fa uso personale di sostanze stupefacenti o psicotrope deve farne segnalazione al servizio pubblico per le tossicodipendenze competente per territorio. La segnalazione avviene fermo restando l'obbligo dell'anonimato) del d.P.R. 9 ottobre 1990, n. 309, "testo unico delle leggi in materia di disciplina degli stupefacenti e sostanze psicotrope, prevenzione, cura e riabilitazione dei relativi stati di tossico-dipendenza"?».

### Finanziamento pubblico dei partiti
Abolizione del sistema di Finanziamento pubblico ai partiti (secondo tentativo). Promosso dai Radicali.
Quesito: «Volete voi che siano abrogati gli artt. 3 e 9 della legge 2 maggio 1974, n. 195: "Contributo dello Stato al finanziamento dei partiti politici", così come modificati e integrati: dalla legge 16 gennaio 1978, n. 11: "Modifiche alla legge 2 maggio 1974, n. 195"; dall'art. 3, comma 1 (Per l'anno 1980 la somma da erogare a titolo di contributo di cui al primo comma dell'art. 3 della legge 2 maggio 1974, n. 195, è fissata in lire 72.630 milioni. Con effetto dal 1º gennaio 1981 la stessa somma è fissata in lire 82.886 milioni annui) e dal comma 6 (La percentuale di cui al primo e al secondo periodo dell'ultimo comma dell'art. 3 della legge 2 maggio 1974, n. 195, è ridotta al 90 per cento) della legge 18 novembre 1981, n. 659: "Modifiche e integrazioni alla legge 2 maggio 1974, n. 195 sul contributo dello Stato al finanziamento dei partiti politici"?».

### Casse di risparmio e Monti di pietà
Abolizione delle norme per le nomine ai vertici delle banche pubbliche. Promosso dai Radicali.
Quesito: "Volete che sia abrogato l'articolo 2 del regio decreto-legge 24 febbraio 1938, n. 204 recante  'Norme per l'amministrazione delle
Casse di Risparmio e  dei Monti di Pieta'  di prima categoria, convertito in legge dalla legge 3 giugno 1938, n. 778'?"

### Soppressione del ministero delle partecipazioni statali
Abrogazione della legge che istituisce il Ministero delle partecipazioni statali. Promosso dal Comitato per la Riforma Democratica. Al momento del referendum l'IRI, il principale apparato di gestione delle partecipazioni, risultava il settimo conglomerato al mondo per dimensioni con oltre 67 miliardi di dollari di fatturato nonostante la prima fase di smobilitazione delle sue partecipazioni avvenuto negli Anni Ottanta.
Quesito: «Volete che sia abrogata la legge 22 dicembre 1956, n. 1589, recante "Istituzione del Ministero delle partecipazioni statali"?».

### Elezione del Senato della Repubblica
Abrogazione di parti della legge elettorale per il Senato per introdurre il sistema maggioritario. Promosso dai Radicali e da Mario Segni.
Quesito: «Volete voi che sia abrogata la legge 6 febbraio 1948, n. 29, recante "norme per l'elezione del Senato della Repubblica", limitatamente alle parti seguenti:
art. 17, secondo comma, limitatamente alle parole "al 65 per cento dei votanti";
art. 18, primo comma, limitatamente alle parole "alla segreteria del Senato, che ne rilascia ricevuta, qualora sia avvenuta la proclamazione del candidato e, nel caso contrario";
art. 19, primo comma, limitatamente alle parole "o delle comunicazioni di avvenuta proclamazione"; secondo comma, limitatamente alle parole "presentatisi nei collegi"; terzo comma, modificato dall'art. 1 della legge 26 aprile 1967, n. 262, limitatamente alla parola "suddetti"; ultimo comma, limitatamente alla parola "soltanto" nonché alle parole "il candidato che in detto collegio ha ottenuto il maggior numero di voti validi, e"?».

### Soppressione del ministero dell'agricoltura e delle foreste
Abrogazione della legge che istituisce il Ministero dell'agricoltura e delle foreste. Promosso dalle regioni Trentino-Alto Adige, Umbria, Piemonte, Valle d'Aosta, Lombardia, Marche, Basilicata, Toscana, Emilia-Romagna, Veneto.
Quesito: «Volete che siano abrogati:
– l'art. 1 del regio decreto 12 settembre 1929, n. 1661 (Trasformazione del Ministero dell'economia nazionale in Ministero dell'agricoltura e delle foreste; istituzione presso il Ministero dell'agricoltura e delle foreste del sottosegretariato di Stato per l'applicazione delle leggi sulla bonifica integrale; istituzione presso il Ministero delle corporazioni di un secondo posto di sottosegretario di Stato, modificazione della denominazione del Ministero della pubblica istruzione in quella di Ministero dell'educazione nazionale e istituzione presso detto Ministero di un posto di sottosegretario di Stato per l'educazione fisica e giovanile);
– il regio decreto 27 settembre 1929, n. 1663, "Ripartizione dei servizi, già di competenza del Ministero dell'economia nazionale, fra il Ministero dell'agricoltura e delle foreste e il Ministero delle corporazioni"?».

### Soppressione del ministero del turismo e dello spettacolo
Abrogazione della legge che istituisce il Ministero del turismo e dello spettacolo. Promosso dalle regioni Trentino-Alto Adige, Umbria, Piemonte, Valle d'Aosta, Lombardia, Marche, Basilicata, Toscana, Emilia-Romagna, Veneto.
Quesito: «Volete che sia abrogata la legge 31 luglio 1959, n. 617 'istituzione del Ministero del turismo e dello spettacolo'?».

## Posizione dei partiti

### Competenze USL

#### Sì
- Lista Pannella-Riformatori
- Democrazia Cristiana
- Partito Socialista Italiano
- Partito Democratico della Sinistra
- Federazione dei Verdi
- Partito Socialista Democratico Italiano
- Movimento Sociale Italiano
- Lega Nord

#### No
- Rifondazione Comunista
- Partito Liberale Italiano

#### Libertà di voto
- Partito Repubblicano Italiano

### Stupefacenti e sostanze psicotrope

#### Sì
- Lista Pannella-Riformatori
- Partito Democratico della Sinistra
- Rifondazione Comunista
- Partito Socialista Italiano
- Partito Liberale Italiano
- Federazione dei Verdi

#### No
- Democrazia Cristiana
- Movimento Sociale Italiano
- Partito Socialista Democratico Italiano

#### Libertà di voto
- Lega Nord
- Partito Repubblicano Italiano

### Finanziamento pubblico dei partiti

#### Sì
- Lista Pannella-Riformatori
- Partito Democratico della Sinistra
- Democrazia Cristiana
- Partito Socialista Italiano
- Partito Socialista Democratico Italiano
- Partito Liberale Italiano
- Partito Repubblicano Italiano
- Movimento Sociale Italiano
- Federazione dei Verdi
- Lega Nord

#### Libertà di voto
- Rifondazione Comunista

### Casse di risparmio e Monti di pietà

#### Sì
- Lista Pannella-Riformatori
- Partito Democratico della Sinistra
- Democrazia Cristiana
- Partito Liberale Italiano
- Partito Socialista Italiano
- Partito Socialista Democratico Italiano
- Partito Repubblicano Italiano
- Lega Nord
- Movimento Sociale Italiano
- Federazione dei Verdi

#### Libertà di voto
- Rifondazione Comunista

### Soppressione del ministero delle partecipazioni statali

#### Sì
- Lista Pannella-Riformatori
- Democrazia Cristiana
- Partito Democratico della Sinistra
- Partito Liberale Italiano
- Partito Socialista Democratico Italiano
- Partito Repubblicano Italiano
- Movimento Sociale Italiano
- Lega Nord

#### No
- Rifondazione Comunista

### Elezione del Senato della Repubblica

#### Sì
- Lista Pannella-Riformatori
- Partito Democratico della Sinistra
- Democrazia Cristiana
- Partito Socialista Italiano
- Partito Liberale Italiano
- Partito Repubblicano Italiano
- Partito Socialista Democratico Italiano
- Lega Nord[10]

#### No
- Rifondazione Comunista
- Federazione dei Verdi
- La Rete
- Movimento Sociale Italiano[10]

### Soppressione del ministero dell'agricoltura e delle foreste

#### Sì
- Lista Pannella-Riformatori
- Partito Democratico della Sinistra
- Partito Repubblicano Italiano
- Lega Nord

#### No
- Democrazia Cristiana
- Partito Liberale Italiano
- Partito Socialista Democratico Italiano
- Movimento Sociale Italiano

### Soppressione del ministero del turismo e dello spettacolo

#### Sì
- Lista Marco Pannella-Riformatori
- Partito Democratico della Sinistra
- Democrazia Cristiana
- Partito Socialista Democratico Italiano
- Partito Repubblicano Italiano
- Lega Nord

#### No
- Rifondazione Comunista
- Movimento Sociale Italiano

## Risultati

### Primo quesito
Competenze USL.
| Sì                      | 28 415 407 | 82,57 |  |  |  |  |  |  |
| No                      | 5 997 236  | 17,43 |  |  |  |  |  |  |
| Totale                  | 34 412 643 | 100   |  |  |  |  |  |  |
|                         |            |       |  |  |  |  |  |  |
| Schede bianche          | 1 400 309  | 3,80  |  |  |  |  |  |  |
| Schede nulle            | 1 032 754  | 2,80  |  |  |  |  |  |  |
| Votanti                 | 36 845 706 | 76,85 |  |  |  |  |  |  |
| Elettori                | 47 946 896 |       |  |  |  |  |  |  |
|                         |            |       |  |  |  |  |  |  |
| Esito: Quorum raggiunto |            |       |  |  |  |  |  |  |

### Secondo quesito
Sostanze stupefacenti e psicotrope.
| Sì                      | 19 255 915 | 55,36 |  |  |  |  |  |  |
| No                      | 15 529 815 | 44,64 |  |  |  |  |  |  |
| Totale                  | 34 785 730 | 100   |  |  |  |  |  |  |
|                         |            |       |  |  |  |  |  |  |
| Schede bianche          | 1 315 445  | 3,56  |  |  |  |  |  |  |
| Schede nulle            | 810 223    | 2,20  |  |  |  |  |  |  |
| Votanti                 | 36 911 398 | 76,98 |  |  |  |  |  |  |
| Elettori                | 47 946 896 |       |  |  |  |  |  |  |
|                         |            |       |  |  |  |  |  |  |
| Esito: Quorum raggiunto |            |       |  |  |  |  |  |  |

### Terzo quesito
Finanziamento pubblico dei partiti.
| Sì                      | 31 225 867 | 90,25 |  |  |  |  |  |  |
| No                      | 3 373 039  | 9,75  |  |  |  |  |  |  |
| Totale                  | 34 598 906 | 100   |  |  |  |  |  |  |
|                         |            |       |  |  |  |  |  |  |
| Schede bianche          | 1 291 367  | 3,50  |  |  |  |  |  |  |
| Schede nulle            | 1 005 983  | 2,73  |  |  |  |  |  |  |
| Votanti                 | 36 896 256 | 76,95 |  |  |  |  |  |  |
| Elettori                | 47 946 896 |       |  |  |  |  |  |  |
|                         |            |       |  |  |  |  |  |  |
| Esito: Quorum raggiunto |            |       |  |  |  |  |  |  |

### Quarto quesito
Casse di risparmio e monti di pietà.
| Sì                      | 31 046 262 | 89,80 |  |  |  |  |  |  |
| No                      | 3 524 781  | 10,20 |  |  |  |  |  |  |
| Totale                  | 34 571 043 | 100   |  |  |  |  |  |  |
|                         |            |       |  |  |  |  |  |  |
| Schede bianche          | 1 515 546  | 4,11  |  |  |  |  |  |  |
| Schede nulle            | 769 462    | 2,09  |  |  |  |  |  |  |
| Votanti                 | 36 856 051 | 76,87 |  |  |  |  |  |  |
| Elettori                | 47 946 896 |       |  |  |  |  |  |  |
|                         |            |       |  |  |  |  |  |  |
| Esito: Quorum raggiunto |            |       |  |  |  |  |  |  |

### Quinto quesito
Ministero delle partecipazioni statali.
| Sì                      | 31 234 897 | 90,11 |  |  |  |  |  |  |
| No                      | 3 428 899  | 9,89  |  |  |  |  |  |  |
| Totale                  | 34 663 796 | 100   |  |  |  |  |  |  |
|                         |            |       |  |  |  |  |  |  |
| Schede bianche          | 1 443 777  | 3,92  |  |  |  |  |  |  |
| Schede nulle            | 743 585    | 2,02  |  |  |  |  |  |  |
| Votanti                 | 36 851 158 | 76,86 |  |  |  |  |  |  |
| Elettori                | 47 946 896 |       |  |  |  |  |  |  |
|                         |            |       |  |  |  |  |  |  |
| Esito: Quorum raggiunto |            |       |  |  |  |  |  |  |

### Sesto quesito
Elezione del Senato della Repubblica.
| Sì                      | 28 936 747 | 82,74 |  |  |  |  |  |  |
| No                      | 6 034 640  | 17,26 |  |  |  |  |  |  |
| Totale                  | 34 971 387 | 100   |  |  |  |  |  |  |
|                         |            |       |  |  |  |  |  |  |
| Schede bianche          | 1 207 710  | 3,27  |  |  |  |  |  |  |
| Schede nulle            | 743 293    | 2,01  |  |  |  |  |  |  |
| Votanti                 | 36 922 390 | 77,01 |  |  |  |  |  |  |
| Elettori                | 47 946 896 |       |  |  |  |  |  |  |
|                         |            |       |  |  |  |  |  |  |
| Esito: Quorum raggiunto |            |       |  |  |  |  |  |  |

### Settimo quesito
Ministero dell'agricoltura e delle foreste.
| Sì                      | 24 325 394 | 70,23 |  |  |  |  |  |  |
| No                      | 10 313 117 | 29,77 |  |  |  |  |  |  |
| Totale                  | 34 638 511 | 100   |  |  |  |  |  |  |
|                         |            |       |  |  |  |  |  |  |
| Schede bianche          | 1 411 824  | 3,83  |  |  |  |  |  |  |
| Schede nulle            | 818 299    | 2,22  |  |  |  |  |  |  |
| Votanti                 | 36 868 634 | 76,89 |  |  |  |  |  |  |
| Elettori                | 47 946 896 |       |  |  |  |  |  |  |
|                         |            |       |  |  |  |  |  |  |
| Esito: Quorum raggiunto |            |       |  |  |  |  |  |  |

### Ottavo quesito
Ministero del turismo e dello spettacolo.
| Sì                      | 28 528 528 | 82,28 |  |  |  |  |  |  |
| No                      | 6 143 898  | 17,72 |  |  |  |  |  |  |
| Totale                  | 34 672 426 | 100   |  |  |  |  |  |  |
|                         |            |       |  |  |  |  |  |  |
| Schede bianche          | 1 412 783  | 3,83  |  |  |  |  |  |  |
| Schede nulle            | 778 657    | 2,11  |  |  |  |  |  |  |
| Votanti                 | 36 863 866 | 76,88 |  |  |  |  |  |  |
| Elettori                | 47 946 896 |       |  |  |  |  |  |  |
|                         |            |       |  |  |  |  |  |  |
| Esito: Quorum raggiunto |            |       |  |  |  |  |  |  |